# Wachturm Przewodziszowice

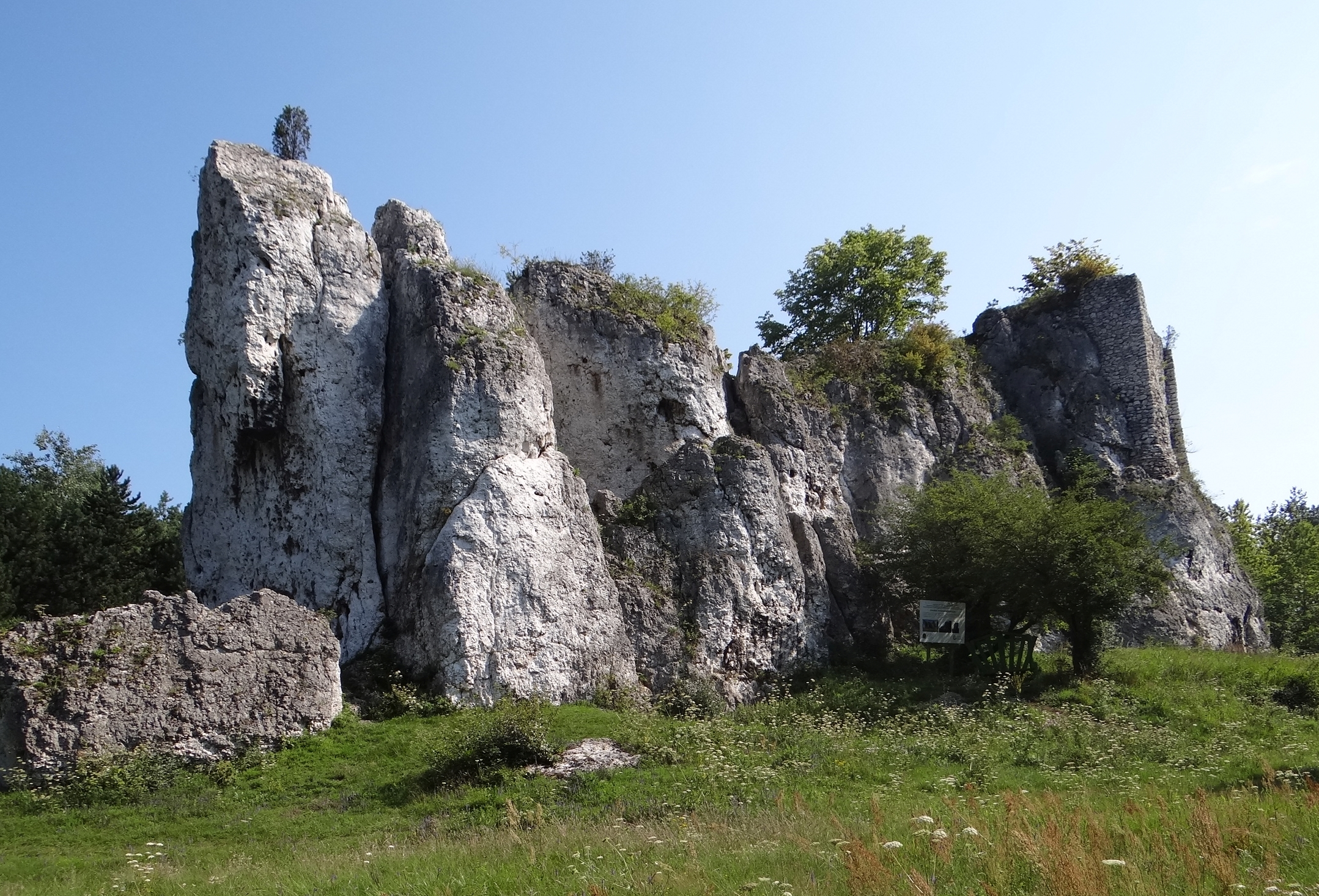
Felsen, auf dem der Wachturm stand

Der Wachturm Przewodziszowice (polnisch: Strażnica Przewodziszowice) ist eine Burgruine im Stadtteil Przewodziszowice von Żarki unweit von Myszków im Gebirgszug des Krakau-Tschenstochauer Juras. Die Burg gehört zu den Adlerhorst-Burgen, die im 14. Jahrhundert die Grenze zwischen dem Königreich Polen und dem Heiligen Römischen Reich sicherten. Sie liegt heute in der Woiwodschaft Schlesien, gehört jedoch historisch zu Kleinpolen.

## Geschichte
Der Wachturm wurde im 14. Jahrhundert entweder von König Kasimir dem Großen oder vom Herzog Ladislaus von Oppeln auf einem weithin sichtbaren Felsen errichtet. Zur Anlage gehörte eine Unterburg, die von einer Mauer und einem Burggraben umgeben war. Sie diente der nahe gelegenen Burg Ostrężnik als Vorwerk. Im 15. Jahrhundert war sie Sitz des Raubritters Mikołaj Kornicz Siestrzeniec. Derzeit sind nur die Mauerreste des Wachturms erhalten.